# Vette alpine per prominenza
Questa è una lista di vette delle Alpi ordinate secondo la prominenza topografica.
Quando la vetta madre differisce secondo il 
criterio della prominenza oppure secondo il criterio dell'isola la prima è indicata con "1" e la seconda con "2" (il monte Bianco è abbreviato con MB).
Si noti che alcune vette famose, come ad esempio il Cervino oppure l'Eiger, non sono presenti nell'elenco perché sono collegate a montagne più alte da alti valichi e quindi non raggiungono abbastanza prominenza topografica.
| N. | Vetta                        | Stato             | Altezza (m) | Prominenza (m) | Punto minimo (m) | Posizione del valico                              | Vetta superiore         |
| -- | ---------------------------- | ----------------- | ----------- | -------------- | ---------------- | ------------------------------------------------- | ----------------------- |
| 1  | Monte Bianco                 | Francia/ Italia   | 4810        | 4697           | 113              | sella nei pressi del Canale Volga-Baltico         | Monte Everest           |
| 2  | Großglockner                 | Austria           | 3798        | 2423           | 1375             | Passo del Brennero                                | Monte Bianco            |
| 3  | Finsteraarhorn               | Svizzera          | 4274        | 2280           | 1994             | nei pressi del Passo del Sempione                 | Monte Bianco            |
| 4  | Wildspitze                   | Austria           | 3768        | 2261           | 1507             | Passo di Resia                                    | Finsteraarhorn1 / MB2   |
| 5  | Pizzo Bernina                | Svizzera/Italia   | 4049        | 2234           | 1815             | nei pressi del Passo Maloja                       | Finsteraarhorn1 / MB2   |
| 6  | Hochkönig                    | Austria           | 2941        | 2181           | 760              | nei pressi di Maishofen                           | Großglockner1 / MB2     |
| 7  | Punta Dufour (Monte Rosa)    | Svizzera          | 4634        | 2165           | 2469             | Passo del Gran San Bernardo                       | Monte Bianco            |
| 8  | Hoher Dachstein              | Austria           | 2995        | 2136           | 859              | Eben im Pongau                                    | Großglockner1 / MB2     |
| 9  | Marmolada                    | Italia            | 3343        | 2131           | 1212             | Dobbiaco                                          | Großglockner1 / MB2     |
| 10 | Monviso                      | Italia            | 3841        | 2062           | 1779             | Colle della Scala                                 | Monte Bianco            |
| 11 | Triglav                      | Slovenia          | 2864        | 2052           | 812              | Sella di Camporosso                               | Marmolada1 / MB2        |
| 12 | Barre des Écrins             | Francia           | 4102        | 2045           | 2057             | Colle del Lautaret                                | Monte Bianco            |
| 13 | Säntis                       | Svizzera          | 2503        | 2021           | 482              | Heiligkreuz di Mels                               | Finsteraarhorn1 / MB2   |
| 14 | Ortler                       | Italia            | 3905        | 1953           | 1952             | Passo Fraele nelle Alpi di Livigno                | Piz Bernina             |
| 15 | Monte Baldo (Cima Valdritta) | Italia            | 2218        | 1950           | 268              | nei pressi del Passo San Giovanni in Nago-Torbole | Ortler1 / MB2           |
| 16 | Gran Paradiso                | Italia            | 4061        | 1891           | 2170             | nei pressi del Colle del Piccolo San Bernardo     | Monte Bianco            |
| 17 | Pizzo di Coca                | Italia            | 3050        | 1878           | 1172             | Aprica                                            | Ortler1 / MB2           |
| 18 | Cima XII                     | Italia            | 2336        | 1874           | 462              | Pergine Valsugana                                 | Marmolada1 / MB2        |
| 19 | Dents du Midi                | Svizzera          | 3257        | 1796           | 1461             | Colle des Montets                                 | Monte Bianco            |
| 20 | Chamechaude                  | Francia           | 2082        | 1771           | 311              | Chambéry                                          | Monte Bianco            |
| 21 | Zugspitze                    | Germania/ Austria | 2962        | 1746           | 1216             | nei pressi del Passo di Fern                      | Finsteraarhorn1 / MB2   |
| 22 | Antelao                      | Italia            | 3264        | 1735           | 1529             | Passo Cimabanche                                  | Marmolada               |
| 23 | Arcalod                      | Francia           | 2217        | 1713           | 504              | Viuz in Faverges                                  | Monte Bianco            |
| 24 | Grintovec                    | Slovenia          | 2558        | 1706           | 852              | Rateče                                            | Triglav                 |
| 25 | Großer Priel                 | Austria           | 2515        | 1700           | 810              | nei pressi delPichl-Kainisch                      | Hoher Dachstein1 / MB2  |
| 26 | Grigna Settentrionale        | Italia            | 2409        | 1686           | 723              | Balisio in Ballabio                               | Pizzo di Coca1 / MB2    |
| 27 | Monte Bondone                | Italia            | 2180        | 1679           | 501              | nei pressi di Cadine in Trento                    | Ortler1 / MB2           |
| 28 | Cima Presanella              | Italia            | 3558        | 1676           | 1882             | Passo del Tonale                                  | Ortler                  |
| 29 | Birnhorn                     | Austria           | 2634        | 1665           | 969              | Hochfilzen                                        | Großglockner1 / MB2     |
| 30 | Col Nudo                     | Italia            | 2471        | 1644           | 827              | Passo di Sant'Osvaldo                             | Antelao1 / MB2          |
| 31 | Pointe Percée                | Francia           | 2750        | 1643           | 1107             | nei pressi di Pont d'Arbon presso Megève          | Monte Bianco            |
| 32 | Jôf di Montasio              | Italia            | 2753        | 1597           | 1156             | Passo del Predil                                  | Triglav                 |
| 33 | Mölltaler Polinik            | Austria           | 2784        | 1579           | 1205             | Iselsberg Pass                                    | Großglockner1 / MB2     |
| 34 | Tödi                         | Svizzera          | 3614        | 1570           | 2044             | Passo dell'Oberalp                                | Finsteraarhorn          |
| 35 | Birkkarspitze                | Austria           | 2749        | 1564           | 1185             | Seefelder Sattel                                  | Zugspitze1 / MB2        |
| 36 | Ellmauer Halt                | Austria           | 2344        | 1551           | 793              | nei pressi di Ellmau                              | Großglockner1 / MB2     |
| 37 | Grande Tête de l'Obiou       | Francia           | 2790        | 1542           | 1248             | Colle Bayard                                      | Barre des Écrins1 / MB2 |
| 38 | Cima Tosa                    | Italia            | 3173        | 1521           | 1652             | nei pressi di Campo Carlo Magno                   | Presanella1 / MB2       |
| 39 | Hochtor                      | Austria           | 2369        | 1520           | 849              | Schoberpass                                       | Großglockner1 / MB2     |
| 40 | Grimming                     | Austria           | 2351        | 1518           | 833              | nei pressi di Schrödis vicino a Tauplitz          | Großer Priel            |
| 41 | Grand Combin de Grafeneire   | Svizzera          | 4314        | 1517           | 2797             | Fenêtre de Durand                                 | Monte Rosa              |
| 42 | Tournette                    | Francia           | 2351        | 1514           | 837              | Col du Marais                                     | Pointe Percée1 / MB2    |
| 43 | Zirbitzkogel                 | Austria           | 2396        | 1502           | 894              | Neumarkter Sattel                                 | Großglockner1 / MB2     |
| 44 | Piz Kesch                    | Svizzera          | 3418        | 1502           | 1916             | Passo del Lucomagno                               | Finsteraarhorn1 / MB2   |